# Acanthodelta limbata
Acanthodelta limbata là một loài bướm đêm trong họ Noctuidae.